# 麗水半島
麗水半島（韓語：여수반도）是一個位於大韓民國南海岸的全羅南道南部的半島，行政區劃上分別屬於麗水市、順天市、光陽市、高興郡。

## 參看
- 麗水機場
- 汝自灣